# こころ (小田和正の曲)
『こころ』は、2007年8月15日に発売された小田和正通算25作目のシングル。発売元はBMG JAPAN。

## 解説
タイトル・トラックはフジテレビ系列月9ドラマ『ファースト・キス』主題歌。2019年からキヤノンマーケティングジャパンCMソングとして使用。同年リリースのベスト・アルバム『自己ベスト2』に収録された。
コーラスは、タイトル・トラックに前作『ダイジョウブ』のカップリング「哀しいくらい」に続いて光田健一と松たか子、カップリングの「ワインの匂い」に佐藤竹善がそれぞれ参加している。なお、ボーカル・ダビングは前作同様沖縄で行われた。

## ミュージック・ビデオ
ミュージック・ビデオも小田自身が演出、出演した作品（スポットCM用の15秒ヴァージョンと、60秒ヴァージョンの2種類）と、ドラマ主演の井上真央出演のイメージ・ヴァージョンが制作され、撮影は小田のヴァージョンが沖縄、イメージ・ヴァージョンが横浜にあるパルティーレ横浜ウエディングビレッジでそれぞれ行われた。なお、イメージ・ヴァージョンでは井上のウエディングドレス姿を見ることができる。

## チャート成績
2007年8月27日付のオリコン・ウィークリーチャートで初登場1位を記録し、自身としては「Oh! Yeah!/ラブ・ストーリーは突然に」以来16年5か月ぶり、ソロとしては通算2作目の同チャート1位となった。
2007年で還暦を迎えた小田が、「59歳11か月でのオリコン・シングルチャート1位」を獲得したことで、石原裕次郎の「北の旅人」で記録した52歳7か月（1987年8月24日付）を7年4か月も上回る最年長記録を樹立し、実に20年ぶりとなるソロでの同チャート最高齢1位記録更新となった（後に、2010年に秋元順子が「愛のままで…」で更新したが、その後2019年に桑田佳祐が「レッツゴーボウリング」で更新した）。

## 収録曲
- 作詞・作曲・編曲：小田和正

1. こころ
フジテレビ系月曜9時ドラマ『ファースト・キス』主題歌
キヤノンマーケティングジャパンCMソング
2. ワインの匂い
1975年に発表されたオフコース時代の楽曲のセルフカヴァー

## レコーディング・メンバー

### こころ
- Drums: Mansaku Kimura
- Bass: Nathan East
- Guitars: Yoshiyuki Sahashi
- Strings: Kinbara Strings Group
- Harp: Tomoyuki Asakawa
- Programming: Hideki Mochizuki
- B.G.V.: Kenichi Mitsuda, Takako Matsu
- Mixed: Yoshihide Mikami at Bunkamura Studio

### ワインの匂い
- Drums : Mansaku Kimura
- Bass: Nathan East
- Guitars: Yoshiyuki Sahashi
- Strings: Kinbara Strings Group
- Programming: Hideki Mochizuki
- B.G.V.: Chikuzen Satō (by the courtesy of UNIVERSAL J, A UNIVERSAL MUSIC COMPANY)
- Mixed: Yoshihide Mikami at Bunkamura Studio